# Abū Musʿab az-Zarqāwī
Abu Musab az-Zarqawi (arabisch أبو مصعب الزرقاوي Abū Musʿab az-Zarqāwī, DMG Abū Muṣʿab az-Zarqāwī, gebürtig Ahmad Fadeel al-Nazal al-Khalayleh, أحمد فضيل النزال الخلايلة Ahmad Fadil an-Nazzal al-Chalaila, DMG Aḥmad Faḍīl an-Nazāl al-Ḫalāyla; geboren am 30. Oktober 1966 in Zarqa, Jordanien; gestorben am 7. Juni 2006 nahe Hibhib bei Baquba, Irak) aus dem Stamm Bani Hassan war ein islamischer Fundamentalist und Mitglied der Terrororganisation al-Qaida im Irak. Er wurde für zahlreiche Anschläge und viele Tote verantwortlich gemacht und bis zu seinem Tod mit einem Kopfgeld von 25 Millionen US-Dollar als sogenannter Topterrorist weltweit von Interpol gesucht. Im Gegensatz zu Osama bin Laden, der im Kampf gegen den Westen eine Versöhnung mit den Schiiten anstrebte, galt Zarqawi als extremer Gegner der schiitischen Richtung des Islam. Zarqawi war jordanischer Staatsbürger. Sadschida al-Rischawi soll seine Schwester gewesen sein.
Weitere Transliterationen, die im deutschen Sprachraum verwendet werden, sind al-Sarkawi, al-Zarkawi, al-Zarqawi, al-Zargawi, Abu Mussab Al Sarkaui. Der Terrorist besaß mehrere Pseudonyme, darunter sind bisher bekannt: Ahmad Fadil al-Chalaila, Abu Ahmad, Abu Muhammad, Sakr Abu Suwaid.

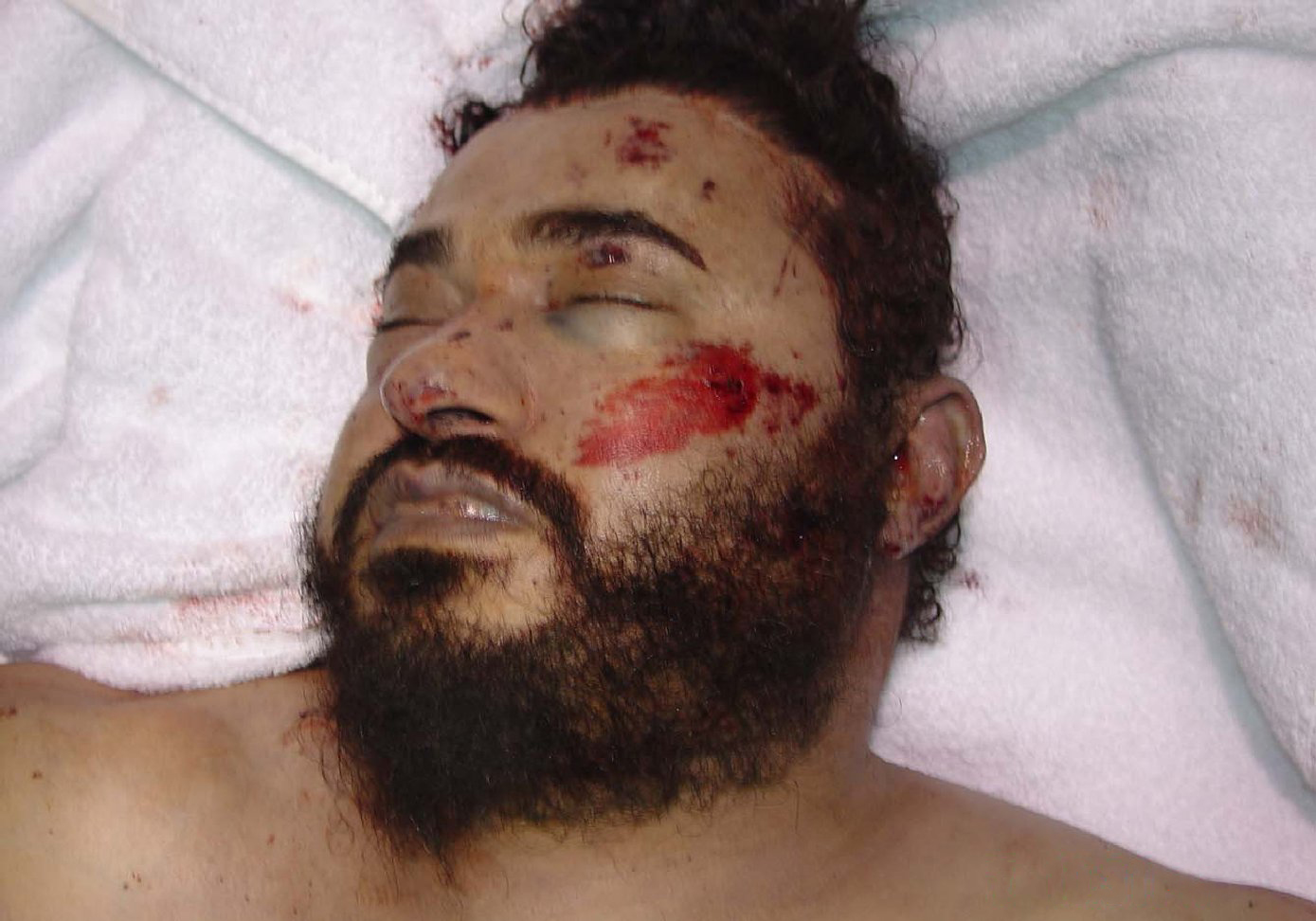
Abu Musab al-Zarqawi nach seinem Tod 2006

## Leben

### Kindheit und Jugend
Zarqawis bürgerlicher Name lautete Ahmad Nazzāl al-Chalaila. Der von ihm später angenommene Namen Zarqawi bezieht sich auf seinen Geburtsort, die jordanische Stadt Zarqa. Az-Zarqawi gehörte dem jordanischen Stamm der Bani Hassan an und ist nicht, wie oft behauptet wird, das Kind palästinensischer Flüchtlinge. Dies bestätigte seine Mutter in einem Fernsehinterview im Jahre 2003. Er wuchs in Armut auf und hatte sieben Schwestern und zwei Brüder. Sein Vater war traditioneller Heiler; seine Mutter litt an Leukämie. Im Alter von 17 Jahren brach er die Schule ab und war zunächst Kartenabreißer in einem Kino, träumte aber damals auch von der See. Nach Angaben aus jordanischen Geheimdienstkreisen soll Zarqawi in den 1980er Jahren kurzzeitig im Gefängnis gewesen sein. Ihm wurde sexuelle Belästigung vorgeworfen. 1988 heiratete Zarqawi eine entfernte Cousine.
An die Religion soll ihn eine seiner Schwestern herangeführt haben, die sich in Amman theologischen Studien widmete und in islamistischen Kreisen verkehrte. Im Herbst 1989 kämpfte Zarqawi kurzzeitig gegen die sowjetischen Besatzer in Chost in Afghanistan. Nach dem Abzug der sowjetischen Truppen aus Afghanistan wurde er Berichterstatter für ein islamistisches Mitteilungsblatt, al-Bunyān al-Marsūs. Danach arbeitete er für das Islamic Relief Committee, eine islamische NGO.

### 1990 bis 2001: Radikalisierung und Haft
1991 oder 1992 kehrte Zarqawi zusammen mit seinem Mentor al-Maqdisi nach Zarqa zurück und schloss sich der islamistischen Gruppe Bai’at al-Imām (Treueeid dem Prediger) an. 1993 wurde Zarqawi verhaftet und zu 15 Jahren Gefängnis verurteilt. Ihm wurde vorgeworfen, er wolle die Monarchie abschaffen und dafür einen islamischen Gottesstaat bilden. Im Gefängnis wurde er zu einem gefürchteten Anführer unter den Insassen. Da seine Familienangehörigen, die al-Chalaila, Mitglieder des Stammes der Bani Hasan sind und hohe Posten in Armee und Regierung innehaben, hatte er gemäß Aussagen seiner Mithäftlinge eine Art Sonderbehandlung im Gefängnis und wurde auch deshalb von den Mithäftlingen gefürchtet. Er löste sich vom Einfluss al-Maqdisis, der zusammen mit ihm ebenfalls zu 15 Jahren Gefängnis verurteilt worden war und im selben Gefängnis interniert war. In dieser Zeit radikalisierten sich seine Ansichten weiter. 
Nach seiner Freilassung im März 1999 im Rahmen einer Amnestie für politische Gefangene in Jordanien erhielt er einen Landesverweis und reiste mit einem Teil seiner Familie nach Peschawar in Pakistan. Laut seinem Schwager spielte er mit dem Gedanken, einen Gemüseladen zu eröffnen und ein normales Leben zu führen. Noch in Pakistan lief sein Visum ab; zeitgleich wurde er in Jordanien verdächtigt, in einen misslungenen Anschlag gegen eine christliche Einrichtung verwickelt gewesen zu sein.
Im Juni 2000 überquerte Zarqawi alleine die Grenze nach Afghanistan und gründete ein eigenes Lager in Herat. In diesem Lager soll amerikanischen Geheimdienstberichten zufolge auch mit Giftgas experimentiert worden sein. Dort nahm er auch seinen neuen Namen Abū Mus'ab al-Zarqawi an, der so viel wie „Musabs Vater aus Zarqa“ bedeutet. Tatsächlich nannte er später einen seiner Söhne Musab; der ursprüngliche Grund für die Annahme des Namens dürfte jedoch Zarqawis Verehrung für Musʿab ibn ʿUmair gewesen sein.
Im Untergrund knüpfte er ein Netzwerk namens at-Tauhīd. 2001 wurde er in Jordanien wegen Terroranschlägen in Abwesenheit zum Tode verurteilt.

### 2002 bis  2003: Im Irakkrieg
Am 9. September 2002 reiste er nach jordanischen Angaben illegal über die syrische Grenze nach Jordanien ein.
Danach war er bis zu seinem Tod der Anführer der Gruppe al-Qaida im Irak und dort für mehrere Terroranschläge und Ermordungen von Geiseln verantwortlich, u. a. für die Enthauptungen des Amerikaners Nicholas Berg und des Südkoreaners Kim Sun Il.
Für die USA galt Zarqawi als Staatsfeind und wurde mit einem Kopfgeld in Höhe von 25 Millionen US-Dollar gesucht, der gleiche Betrag wie damals für Saddam Hussein. Nur auf Osama bin Laden war mit 50 Millionen US-Dollar jemals ein höheres Kopfgeld ausgesetzt gewesen.
Vor dem Weltsicherheitsrat behauptete der amerikanische Außenminister Colin Powell am 5. Februar 2003, Zarqawi agiere als Bindeglied zwischen Saddam Hussein und al-Qaida. Diese Erwähnung machte Zarqawi international bekannt und diente der amerikanischen Regierung als eine der Begründungen für den geplanten Irakkrieg. Ein offizieller Bericht des Verteidigungsministeriums der USA vom 5. April 2007 erwähnt jedenfalls keine aktive Zusammenarbeit zwischen dem irakischen Diktator und al-Qaida. Allerdings duldete Saddam Hussein die Anwesenheit von Zarqawi im Irak.
Die Lager Zarqawis wurden im März 2003 als erste Ziele von den amerikanischen Streitkräften bombardiert, da dort Labore für Massenvernichtungswaffen vermutet wurden. Zarqawis Gruppe führte keine Anschläge gegen amerikanische Soldaten während der Kampfhandlungen im Irakkrieg aus, vielmehr wartete man ab, bis sich die Lage beruhigt hatte. Der Dschihad begann im August 2003 mit dem Anschlag auf die UN-Vertretung in Bagdad, bei dem der Gesandte der Vereinten Nationen getötet wurde. Einige Tage später fuhr Yasin Dscharrad, Vater von Zarqawis zweiter Frau, mit einem mit Sprengstoff beladenen Wagen in die schiitische Imam-Ali-Moschee. Dabei wurden 125 Menschen getötet, darunter auch Muhammad Baqir al-Hakim, Ajatollah und geistiger Führer des Obersten Rates der Islamischen Revolution im Irak.
Zarqawi hatte angeblich ein Kopfgeld auf den irakischen Premierminister Iyad Allawi in Höhe von 230.000 Euro ausgesetzt. Dies wurde von der al-Walid-Brigade im Internet veröffentlicht. Diese Gruppe gehört nach eigenen Angaben zu Zarqawis Gruppe at-Tauhīd wa al-Dschihād.

### Ereignisse im Jahre 2004
Am 19. Februar wurde Abu Muhammad Hamza, Zarqawis Hauptbombenbauer, getötet.
Am 11. Mai wurde im Internet ein Video veröffentlicht, das die Enthauptung des US-Amerikaners Nicholas Berg zeigt, mit dem Text: „Abu Musab az-Zarqawi schlachtet einen Amerikaner“. Am 22. Juni war auf einem Video die Enthauptung des Tage zuvor entführten Südkoreaners Kim Sun-Il zu sehen.
Am 28. Juni wurde Zarqawis angebliche Verhaftung gemeldet, die dann wieder dementiert wurde. Am 1. Juli 2004 fand zum vierten Mal in vier Wochen eine gezielte Tötungsaktion gegen Zarqawi statt, indem ein Haus bombardiert wurde, wobei nach Augenzeugenberichten vier Menschen getötet und mehr als 10 verletzt wurden.
Am 17. Juli bekannte Zarqawi sich zu dem Mordanschlag auf den irakischen Justizminister Malik Dohan al-Hassan, den dieser überlebte, sowie zu einem Selbstmordanschlag auf ein Rekrutierungsbüro in Mahmudiyya südlich von Bagdad, bei dem nach Krankenhausangaben zwei Menschen getötet und 47 verletzt wurden.
Am 20. September enthauptete Zarqawi anscheinend eine weitere Geisel, den Amerikaner Eugene Armstrong (1952–2004), vor laufender Kamera. Einen Tag später wurde auch die zweite Geisel, der Amerikaner Jack Hensley (1955–2004), ermordet. Der Brite Kenneth Bigley (1942–2004), die dritte Geisel, wurde am 8. Oktober ebenfalls vor laufender Kamera geköpft, nachdem er eine Mitteilung verlesen hatte.
Im September wurden mit Abu Ahmad Tabuki und Abu Anas asch-Schami zwei mit Zarqawi in Verbindung gebrachte Männer getötet.
Am 14. Oktober starteten US-amerikanische Truppen mit Spezialeinheiten der irakischen Armee gegen die irakische Stadt Falludscha einen Großangriff, da vermutet wurde, dass sich Zarqawi und seine Kämpfer dort versteckt hielten. Die Truppen forderten die Herausgabe des Terroristen und drohten mit der Eroberung der Stadt. Bereits in den Tagen zuvor hatten mehrere Luftbombardments auf vermutete Aufenthaltsorte von Zarqawi stattgefunden. Dabei starben mehrere Menschen.
Am 17. Oktober wurde auf einer Internetseite von der Gruppe um Zarqawi bekanntgegeben, dass er sich al-Qaida zugehörig fühle und dass er den Befehlen von Osama bin Laden Folge leisten wolle. Zugleich wurden Anschläge auf ausländische Tanklastwagen angekündigt. Seit der veröffentlichten Zugehörigkeit zu al-Qaida tritt die Gruppe unter dem neuen Namen Qāʿidat al-Dschihād fī Bilād ar-Rāfidain („Basis des Dschihad im Zweistromland“) auf. Zuvor hatte sie sich at-Tauhid wa-l-Jihad („Monotheismus und Dschihad“) genannt.
Am 24. Oktober bekannte sich Zarqawi zum Massenmord an 49 irakischen Rekruten an der Straße von Badra nach Mandali. Alle Rekruten wurden durch Kopfschuss getötet, nachdem sie auf dem Weg in den Heimaturlaub mit ihren Kleinbussen in einen Hinterhalt geraten waren. Tags darauf wurde nach Berichten der US-Armee ein führendes Mitglied seiner Gruppe und enger Vertrauter Zarqawis bei einer Razzia durch US-Militärs in Falludscha festgenommen. Bereits Tage später wurde eine weitere Geisel, der Japaner Shosei Koda, genommen. Die japanische Regierung erfüllte die Forderungen der Gruppe um Zarqawi nicht. Ein Video, das Kodas Enthauptung zeigt, wurde am 29. Oktober veröffentlicht.
In einer im Internet veröffentlichten Erklärung der Gruppe bekannte sich der Terrorist zu den Anschlägen auf Polizeistationen in den Städten Haklaniyya und Haditha nordwestlich von Bagdad. Dort waren am 7. November 22 Polizisten exekutiert worden. Am 8. November veröffentlichte Zarqawi auf einer arabischen Internetseite einen Aufruf zum Dschihad, vermutlich im Zusammenhang mit der Großoffensive der US-Militärs, bei der Falludscha laut Militärkreisen vollständig abgeriegelt wurde. 1.200 männliche Falludschaner fielen den Kämpfen und der Zerstörung der Stadt zum Opfer, und gemäß der Aussage von US-Heereskommandeur Thomas Metz vom 10. November gelang es dabei Zarqawi, die Stadt unbemerkt zu verlassen.
Nach Presseinformationen hielten es Landeskenner vor Ort für möglich und wahrscheinlich, dass Zarqawi in die irakische Stadt Mossul flüchtete. Nach amerikanischen Militärangaben fand man in Falludscha das Haus, in dem sich Zarqawi aufgehalten hatte. Das Haus war ein großes, kaum zu übersehendes Haus mit der großen, ebenfalls kaum zu übersehenden Anschrift „al-Qaida-Organisation“. Dort wurden Dokumente, Computer, Notizhefte, Korane und einige Leichen gefunden. Unter den Dokumenten befanden sich zwei Briefe Zarqawis an ranghohe Untergebene. Ein Brief war an ihn gerichtet, mit der Bitte um Geld und Unterstützung. In der Nähe wurde eine Bombenwerkstatt gefunden. Ein Jeep mit US-Kennzeichen, wie sie von privaten Sicherheitsleuten im Sold der US-Armee benutzt werden, befand sich dort gerade zum Umbau zur möglichen Selbstmordbombe. Ferner wird berichtet, dass Zarqawi eine sehr gute Führungsstruktur besessen haben soll, die nach dem Einmarsch weitestgehend zerstört wurde. Außerdem wurden Videoaufnahmen der toten Geiseln und ihre Kleidung dort gefunden.
Im November wurde Zarqawis Stellvertreter Umar Hamid in Falludscha getötet. Anfang Dezember 2004 wurde ein Gefolgsmann mit dem Namen Hassan Ibrahim Farhan bei einem Gefecht getötet, zwei weitere Helfer wurden verhaftet.
In einem Bericht der deutschen Tageszeitung Der Tagesspiegel vom 12. Dezember wurden Teile eines sechsstündigen Interviews mit einem kurdischen Gefolgsmann von Zarqawi wiedergegeben. Sein Name wurde mit Fathallah F. angegeben; der Mann soll sich zum Zeitpunkt des Interviews in Kirkuk aufgehalten haben und von den Amerikanern mit Hilfe der Kronzeugenregelung verhört worden sein. Danach plante Zarqawi einen Anschlag, der noch größer als jener vom 11. September 2001 in New York sein sollte. Dies gab Zarqawi gegenüber Fathallah F. in Falludscha vor dem Einmarsch der Amerikaner bekannt. Angeblich hat er dies auch im Jahre 2004 bereits in Jordanien versucht. Dort wurden mehrere Gefolgsleute Zarqawis zusammen mit mindestens 20 Tonnen Chemikalien und Sprengstoff von der jordanischen Polizei verhaftet. Es wird vermutet, dass ein solcher Anschlag in Amman zu bis zu 80.000 Toten hätte führen können. Eventuell plante Zarqawi auch eine sog. schmutzige Bombe, also eine konventionelle Bombe, vermischt mit radioaktivem Material. Weiter berichtete Fathallah F., dass er Zarqawi ein einziges Mal persönlich getroffen habe. Dieses Treffen habe in Falludscha stattgefunden. Fathallah beschreibt Zarqawi zu diesem Zeitpunkt als schlank, mit kurzem Haar und Bartstreifen an beiden Mundwinkeln bis zum Kinn. Er soll zwei Armbanduhren aus Edelstahl getragen haben; beide Beine seien voll funktionsfähig gewesen, d. h., er trage keine Prothese. Auf die Frage, ob er Kontakt zu Osama bin Laden habe, antwortete er: „Nein, im Moment nicht, aber ich suche den Kontakt. Es ist schwierig. Wir haben vereinbart, dass wir kein Risiko eingehen.“ Zarqawi schien über fast unerschöpfliche Geldquellen zu verfügen, so wurden an diesem Tage angeblich 172.000 US-Dollar von ihm in bar an die Mitglieder seiner Gruppe zur Vorbereitung von Terroranschlägen ausgezahlt. Über die Finanzierung seiner Gruppe äußerte er sich wie folgt (Zitat): „Finanzielle Unterstützung bekommen wir hauptsächlich aus Saudi-Arabien, logistische aus Syrien. Einige arabische Firmen helfen uns bei den Geldtransfers. Das ist fast das Wichtigste, weil alle Geldflüsse überwacht werden. Unsere zuverlässigsten Partner sind in Syrien. Die eifrigsten Selbstmordkandidaten kommen aus dem Jemen und Saudi-Arabien. Es wäre kein Problem, ein Jahr lang täglich zehn Männer dafür zu finden. Wir haben Kämpfer aus 16 Nationen.“
Ein Ex-Geheimdienstmann von Saddam Hussein, Abu Wael, hatte erklärt, dass viele Selbstmordattentäter gar nicht wüssten, dass sie in die Luft gesprengt würden. Die Attentäter würden angewiesen, einmal bei einer Polizeiwache vorbeizufahren, und dann würde ohne Wissen der Fahrer die Bombe im Auto ferngezündet.
Am 13. Dezember bekannte sich die Gruppe von Zarqawi zu einem Selbstmordanschlag in Bagdad am Eingang zur sog. Grünen Zone, bei dem mindestens sieben Menschen getötet worden waren.
Nach Berichten aus westlichen Geheimdienstkreisen solle sich Zarqawi vor allem auf Grund professioneller Verwandlung mit Hilfe von Kosmetika aus der europäischen Filmindustrie der Festnahme entzogen haben. So sei es möglich, dass er sein Aussehen so stark verändert habe, dass man ihn kaum wiedererkennen könne und er sich trotz intensivster Suche relativ frei im Irak bewegen könne. Die Kosmetika erhielt er wohl von Anhängern aus Europa, die die Schminke in großem Stil einkauften und in den Irak schmuggelten.
Am 15. Dezember begann in Zarqawis Abwesenheit der Prozess in Amman gegen ihn und seine Gefolgsleute wegen der Planung eines verheerenden Chemie-Anschlags. Die neun Mitangeklagten seiner Gruppe verweigerten die Aussage wegen angeblich unzumutbarer Haftbedingungen. Der Anführer der Gruppe, ein Mann namens Asmi Dschayyusi, erklärte im jordanischen Staatsfernsehen, dass er von Zarqawi 130.000 US-Dollar erhalten habe, um damit giftige Chemikalien herzustellen, unter anderem, um einen Anschlag auf den Sitz des jordanischen Geheimdienstes zu verüben.
Am 23. Dezember wurde nach Angaben der US-Armee Abu Marwan in Mossul verhaftet. Er soll für Zarqawi in leitender Funktion gearbeitet haben. Am 25. Dezember wurde von der US-Armee bekanntgegeben, dass bereits Anfang Dezember 2004 zwei Gefolgsleute von Zarqawi verhaftet worden seien.
Am 27. Dezember verkündete eine Stimme, die sich als Osama bin Laden ausgab, auf einem Tonband, das dem arabischen Fernsehsender al-Dschazira vorliegt, dass Zarqawi nun der Chef von al-Qaida im Irak sei.
Am 30. Dezember meldete die US-Armee, dass sie mit dem 26-jährigen Kurden Fadil Husain Ahmad al-Kurdi, genannt Rida, einen wichtigen Helfer von Zarqawi festgenommen habe. Rida soll für den Nachrichtenaustausch zwischen Zarqawi und Osama bin Laden verantwortlich gewesen sein. Mit dieser erneuten Festnahme im Umfeld von Zarqawi sah die US-Armee dessen Terrorstrukturen stark geschwächt.

### Ereignisse im Jahre 2005
Auch mit Beginn des Jahres 2005 blieb die Terrorgruppe um Zarqawi aktiv. Am 1. Januar erschien auf einer Webseite der Terrorgruppe ein Video, auf dem die Erschießung von fünf Mitgliedern der irakischen Nationalgarde zu sehen ist. Unmittelbar darauf wurde die Nationalgarde aufgelöst und in die irakische Armee integriert. Die Gruppe bekannte sich auch zur Ermordung des Vorsitzenden des Provinzrates von Baquba und dessen Bruders.
Am 4. Januar wurde der Bürgermeister von Bagdad, Ali al-Haidari, ermordet; auf einem veröffentlichten Video übernahm die Gruppe die Verantwortung für den Mord und drohte, dieses Schicksal stehe allen Verrätern bevor, die mit Juden und Christen kollaborierten. Gleichzeitig dementierte ein Sprecher des US-Verteidigungsministeriums eine angeblich aus Baquba stammende Meldung, wonach Zarqawi von den Amerikanern gefasst worden sei. Diese Meldung wurde in der arabischen Zeitung al-Bayyan veröffentlicht, die sie vom Iraqi Kurdistan Radio erhalten haben will, welches wiederum damals als erstes die Verhaftung Saddam Husseins meldete.
Am 6. Januar gab die irakische Übergangsregierung bekannt, dass bereits am 22. Dezember 2004 Abd al-Aziz Saʿdun Ahmad Hamduni, genannt Abu Ahmad, ein Stellvertreter von Zarqawi in Mossul, festgenommen worden war. Die Identität des Gefangenen sei zweifelsfrei geklärt worden.
Am 10. Januar wurden der Bagdader Vize-Polizeichef, Brigadegeneral Amir Ali Nayif, und sein Sohn, Leutnant Chalid Amr, auf der Fahrt zur Arbeit im Süden Bagdads mit Maschinengewehrsalven aus zwei Autos getötet. Auf einer Webseite erschien erneut eine Meldung, in der sich die Gruppe um Zarqawi zu dem Anschlag bekannte. Tags darauf wurden bei einem Selbstmordanschlag mit einer Autobombe vor einer Polizeistation in Tikrit sieben Polizisten getötet. Auch hier bekannte sich die Gruppe um Zarqawi auf einer Webseite zu dem Anschlag.
Am 15. Januar wurde Sami Mohammed Ali Said al-Dschaaf festgenommen. Er gilt als einer der engsten Mitarbeiter des Terroristen und Extremistenführers Zarqawi und hat laut Regierungsangaben gestanden, rund 75 Prozent der Autobomben in Bagdad gebaut zu haben. Die irakische Übergangsregierung gab die Meldung erst am 24. Januar 2005 bekannt. Dschaaf war zusammen mit zwei weiteren Mitarbeitern Zarqawis festgenommen worden.
Am 17. Januar bekannte sich die Gruppe auf einer islamistischen Internetseite zu dem Anschlag in Baquba, bei dem ein Selbstmordattentäter an einem Kontrollposten der Armee eine Bombe gezündet und nach Behördenangaben sieben Soldaten mit in den Tod gerissen hatte. Gleichzeitig erklärte die Gruppe, auch drei Wahlbüros in der Stadt zerstört zu haben.
Am 22. Januar erschien erneut ein Video, das dieses Mal die „Hinrichtung“ zweier Iraker in der Öffentlichkeit (auf dem Bürgersteig) zeigte. Einen Tag später veröffentlichte der Sprecher von Zarqawi eine Ansprache im Namen Zarqawis im Internet. Darin wird der Kampf gegen die Demokratie angekündigt und mit Anspielungen auf viele religiöse Aussagen eine Todesdrohung gegen alle Kandidaten ausgesprochen, die bei den Wahlen antreten. Die Botschaft ist in Verbindung mit den am 30. Januar 2005 geplanten Wahlen im Irak zu sehen, gegen die Zarqawi mit allen Mitteln vorzugehen versuchte.
Am 24. Januar wurden bei einem Anschlag in Bagdad, zu dem sich Zarqawi bekannte, mindestens zehn Menschen nach Krankenhausangaben verletzt. Das US-Militär gab ferner bekannt, dass Zarqawi laut zahlreicher Hinweise in die Rebellenhochburg Falludscha zurückgekehrt sei. Der Terrorchef soll in der Stadt mit einem Konvoi aus sechs Fahrzeugen vorgefahren sein. Dort werde nun nach ihm verstärkt gefahndet.
Am 27. Januar veröffentlichte die Gruppe ein Video mit der Ermordung von Salim Dschaʿfar al-Kanani, Sekretär des irakischen Ministerpräsidenten Iyad Allawi. Darauf ist zu sehen, wie der Mann vor seiner Erschießung in die Kamera sagt: „Ich rufe alle Iraker auf, insbesondere junge Menschen, die feindlichen Besatzer weder zu unterstützen, noch mit ihnen zusammenzuarbeiten.“. An diesem Tag bekannte sich die Gruppe zu fünf Morden, einem Selbstmordanschlag, einer Hinrichtung (s. o.), einem Zusammenstoß mit US-Truppen und der Explosion eines vermeintlichen Wahllokals. Alle Botschaften waren mit Abu Maisara al-Iraqi unterzeichnet, wobei nicht klar ist, wer damit gemeint ist.
Am 28. Januar gab der Staatsminister für innere Sicherheit, Qasim Dawud, bekannt, dass zwei „wichtige Führungsmitglieder“ von Zarqawis Terrorgruppe festgenommen worden seien. Dies waren Salah Salam al-ʿUbaidi und Muhammad Yasin al-ʿIsawi, die bereits am 15. Januar und 17. Januar 2005 gefangen genommen worden waren. Al-ʿUbaidi, der unter dem Namen Abu Saif bekannt sein soll, habe die Operationen der Gruppe in Bagdad geleitet, hieß es weiter. Er habe sich in den letzten drei Monaten mindestens 40-mal mit Zarqawi getroffen. Ferner habe er die Gruppe finanziell und logistisch unterstützt. Issawi, genannt Abu Hassan, habe angeblich nach eigenen Angaben als Türsteher und Vermittler für Zarqawi gearbeitet. Am 29. Januar gelang es der irakischen Regierung, Anat Muhammad Hamad al-Qais, alias Abu Alid, tags zuvor festzunehmen. Der 31-jährige Verhaftete soll als Berater für Finanzen und Logistik fungiert haben.
Am 20. Februar verpasste eine Spezialeinheit der US-Armee den Terroristen nur knapp bei einem Treffen bei Ramadi, und nach Berichten des US-Nachrichtensenders ABC floh er in letzter Sekunde auf einem Pritschenwagen. Es wurden angeblich sein Wagen, Bargeld im Wert von 80.000 € und ein Computer mit sehr großer Festplatte sichergestellt. Ein Fahrer und ein Leibwächter seien bei dieser Gelegenheit festgenommen worden.
Anfang März veröffentlichte der US-Nachrichtensender CNN neue Bilder von Zarqawi, deren Herkunft allerdings nicht bestätigt werden konnten. Auf dem sichergestellten Computer seien neuere Bilder Zarqawis gewesen. Wenige Tage danach hatte die irakische Regierung mitgeteilt, zehn führende Mitglieder des Terrornetzwerks von Zarqawi seien gefasst worden, unter denen sich sein Stellvertreter, Leibwächter und Kurier Abu Kutaiba sowie sein Fahrer mit Kampfnamen Abu Usama befänden.
Am 20. März wurde Zarqawi in Abwesenheit in Jordanien wegen der Ermordung von Laurence Foley zum Tode verurteilt.
Mitte Mai gab es britische Presseberichte über eine angebliche Verwundung von Zarqawi. Er wurde angeblich in einem Krankenhaus in der Nähe von Ramadi gesehen. Am 24. Mai wurde in diversen Internetforen bekanntgegeben, dass Zarqawi angeblich im Kampf (schwer) verletzt worden sei und man für seine Genesung beten solle. Internationale Medien hielten dies für einen eventuellen PR-Gag, mit dem gezeigt werden sollte, wie mutig und gefährlich Zarqawi lebe, und um seine Anhänger zu mobilisieren. Nach weiteren Gerüchten im Internet habe Zarqawi schwere Atemprobleme, nachdem ihn Kugeln in die Brust getroffen hätten. Angeblich sei er bereits nicht mehr im Irak, sondern unter Begleitung eines sudanesischen und eines saudi-arabischen Arztes unterwegs.
Am 25. Mai wurde ein weiteres Internetstatement bekannt, nachdem nun ein gewisser Abu Hafs al-Qarni Chef der al-Qaida im Irak sei, solange Zarqawi verletzt sei. Das Schreiben wurde mit Abu Dudschana al-Tunini unterzeichnet. Es wurde gemutmaßt, dass evtl. die Anhänger auf den Tod von Zarqawi hatten vorbereitet werden sollen. Weitere unbestätigte Meldungen besagten, dass Zarqawi bei der US-Offensive im westirakischen al-Qa’im verwundet wurde. Die arabische Zeitung al-Hayat berichtete unter Berufung auf einen Informanten aus der Heimatstadt Zarqa, Zarqawi sei vor zwei Wochen an der rechten Niere verwundet worden. Er habe wegen der schwierigen Lage in der westirakischen Anbar-Provinz nicht richtig behandelt werden können. Zusätzlich wurde bekannt, dass der Berater Zarqawis, Sabhan Ahmad Ramadan, nach Angaben der irakischen Regierung an einem Kontrollposten in der Provinz Ninawa getötet worden sei. Ramadan, auch unter dem Namen Agha Abu Saad bekannt, sei ein enger Mitarbeiter von Abu Talha gewesen, dem Regionalleiter von al-Qaida in Mossul.
Nach Medienberichten vom 28. und 29. Mai sollte sich Zarqawi im Iran aufhalten, was von der iranischen und der irakischen Regierung dementiert wurde; al-Qaida meinte in Veröffentlichungen, Zarqawi sei wieder gesundet, gleichzeitig sei er aber auch weiterhin der al-Qaida-Chef im Irak.
Am 31. Mai wurde ein Tonband veröffentlicht, indem sich angeblich Zarqawi an Osama bin Laden wendet. In der Botschaft, die als ein Brief eines Soldaten von der Front an seinen Kommandeur bezeichnet wurde, erklärte der Terrorist, bin Laden habe sicher durch die Medien gehört, dass er verwundet und in einem Krankenhaus in Ramadi behandelt worden sei. Das sei eine reine Unterstellung. Es war eine leichte Verletzung, Gott sei Dank … Wir sind zurück und bekämpfen sie (die amerikanischen Truppen) im Zweistromland, hieß es weiter. Zarqawi habe bin Laden auch einen Plan für das weitere Vorgehen geschickt und bitte um seine Billigung. Die Echtheit des Tonbandes und die Authentizität der Stimme Zarqawis wurden zwei Tage nach Darstellung von US-Geheimdienstkreisen bestätigt. Dies scheint zu zeigen, dass es trotz der Erfolge der US-Armee Zarqawi immer wieder gelang, sich zu einem von ihm gewählten Zeitpunkt an die Öffentlichkeit zu wenden.
Am 17. Juni gab die irakische Übergangsregierung bekannt, dass irakische Sicherheitskräfte bei einer Razzia Ende Mai einen Terroristen mit Beziehungen zu Zarqawi festgenommen hätten. Er sei an mehr als 60 Sprengstoffanschlägen beteiligt gewesen.
Am 2. Juli wurde Issam al-Barkawi, auch al-Maqdisi genannt, einer der wichtigsten Weggefährten von Zarqawi und zugleich sein Mentor aus jordanischen Zeiten, aus dem Gefängnis entlassen. Am selben Tag wurde der ägyptische Botschafter im Irak, Ihab asch-Scharif, von der Gruppe um Zarqawi entführt.
Am 5. Juli kündigte Zarqawi in einer erneuten Tonbandbotschaft an, seinen Kampf gegen amerikanische und irakische Truppen fortzusetzen. Auch schiitischen Milizen wurde mit Gefechten gedroht.
Am 7. Juli gab die Gruppe Zarqawi bekannt, dass sie Ihab asch-Scharif ermordet habe.
Am 27. Juli bekannte sich die Gruppe Zarqawi zur Ermordung der beiden algerischen Diplomaten Ali Belaroussi und Ezzedine Ben Kadi.
Am 9. November wurden bei Bombenanschlägen in drei Luxushotels in Amman 67 Menschen getötet und mehr als 300 verletzt. Auch hier bekannte sich die Terrorgruppe zu dem Anschlag. Zu den Opfern zählten auch Mitglieder einer jordanischen Hochzeitsgesellschaft in einem der Hotels, worauf sich Zarqawi im Internet für die jordanischen Opfer entschuldigte. Der Spiegel zitierte seine Ansprache wie folgt: „Es wäre ein leichtes für uns gewesen, dafür zu sorgen, dass die Attentäter sich auf einem öffentlichen Platz in die Luft sprengen … Wir haben nicht einen Moment daran gedacht, sie (die Unschuldigen, die Red.) ins Visier zu nehmen.“ Zugleich kündigte Zarqawi die Ermordung des jordanischen Königs an. Die jordanische Bevölkerung reagierte auf diese Anschläge mit großer Ablehnung, die Attentäterin Sadschida ar-Rischawi wurde 2015 hingerichtet.
Am 19. November sollen beim Sturm auf ein Bauernhaus nahe Mossul hochrangige Vertreter von al-Qaida getötet worden sein, worauf in Medien und US-Regierungskreisen spekuliert wurde, ob Zarqawi unter den Toten war. Bis zum 21. November gab es hierzu keine Klarheit.
Am 20. November veröffentlichen 57 Mitglieder der Familie Zarqawis (einschließlich seines Bruders und seines Cousins) halbseitige Anzeigen in jordanischen Tageszeitungen, in denen sie sich von ihrem Familienmitglied distanzierten. Sie sagten, wer gegen den König sei, solle nichts mit ihnen zu tun haben bis „zum jüngsten Tage“ und drohten mit seiner Exekution, sollten sie seiner habhaft werden. Hintergrund sind die engen Verbindungen zwischen dem Stamm Bani Hassan und dem jordanischen Königshaus.
Am 15. Dezember berichtete der US-amerikanische Nachrichtensender CNN unter Berufung auf den stellvertretenden Innenminister des Iraks, Hussain Kamal, dass Abu Musab az-Zarqawi im November 2004 von der irakischen Polizei gefasst worden, aber nach einem Verhör freigelassen worden sei, weil seine Personalien zum Zeitpunkt der Festnahme unbekannt waren.
Seit dem 28. Dezember wurde Zarqawi von Interpol mit internationalem Haftbefehl auf Antrag Algeriens wegen der Ermordung zweier algerischer Diplomaten im Irak gesucht. Er wurde von Interpol auf die weltweit publizierte sogenannte Rote Suchliste mit Fotos, Fingerabdrücken und persönlichen Informationen gestellt.

### Ereignisse im Jahre 2006
Am 31. Januar 2006 erfolgte ein Aufruf von ranghohen sunnitischen Geistlichen, die den Terroristen nun aus dem Irak vertreiben wollten. Damit wäre ein wichtiger Rückzugsraum für Zarqawi verloren gewesen, und sein selbstpostuliertes Ziel eines Bürgerkrieges zwischen Sunniten und Schiiten im Irak wurde gefährdet. In den folgenden Monaten erfolgten weitere Anschläge im Irak, die Zarqawi zugeschrieben wurden oder zu denen sich seine Gruppe bekannte.
Am 25. April wurde erstmals ein Video von Zarqawi selbst im Internet veröffentlicht, auf dem er selbst unvermummt zu sehen ist. Er bezichtigte sich selbst der Ermordung vieler Menschen im Irak und drohte erneut den Besatzern im Irak mit dem Tode. Anfang Juni 2006 wurde ein enger Mitarbeiter Zarqawis, Qasim al-Ani, bei einer Razzia in Bagdad festgenommen.
Am 2. Juni erschien Zarqawis letzte Audiobotschaft. Darin rief er die Sunniten erneut zum Kampf gegen die schiitische Mehrheit auf. Die Sunniten sollten die Appelle zur nationalen Einheit ignorieren und sich für die Konfrontation mit den schiitischen Schlangen rüsten.

### Tod Zarqawis

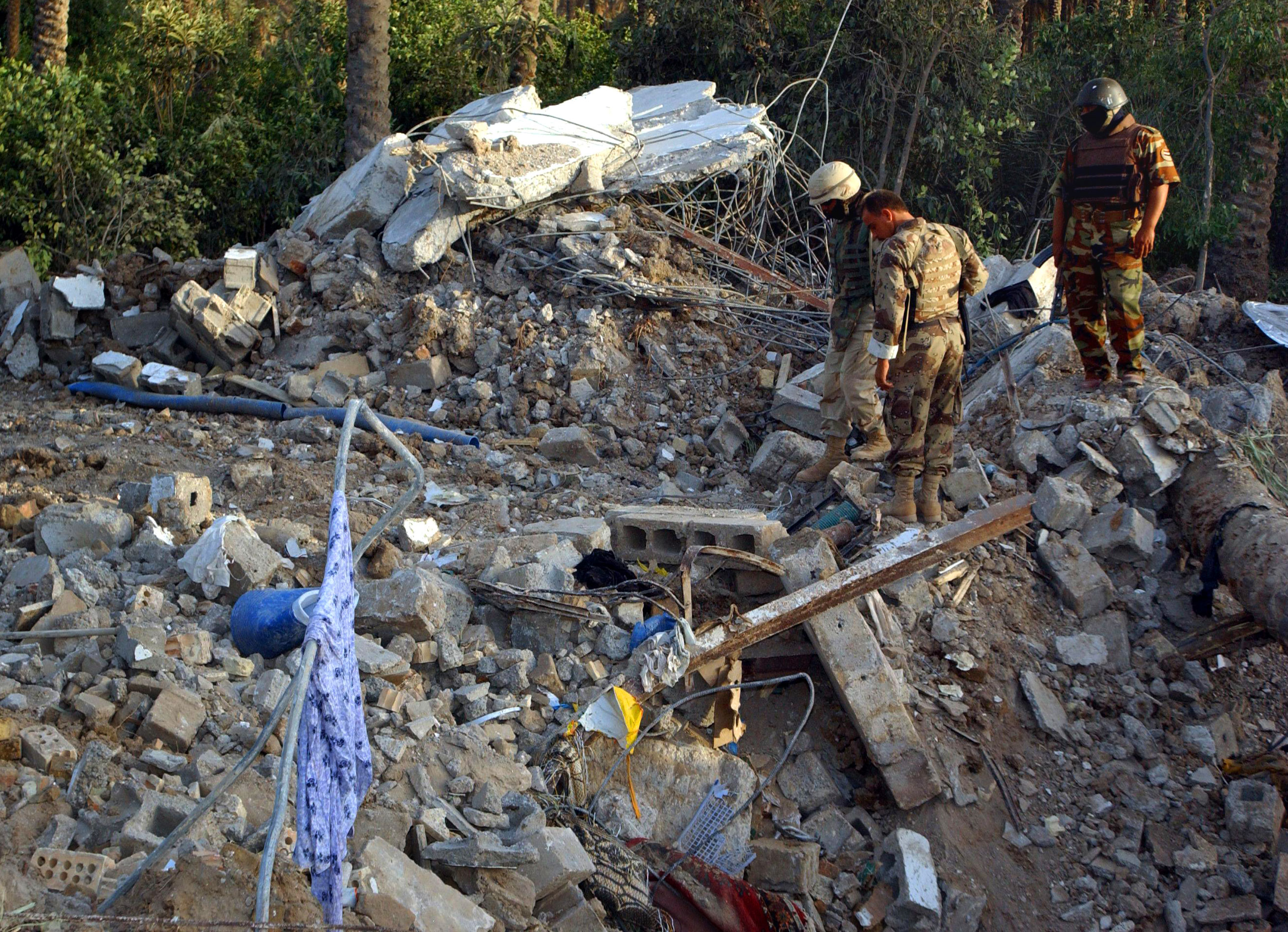
Trümmer des Hauses, in dem sich Zarqawi aufhielt, nach dem Luftschlag

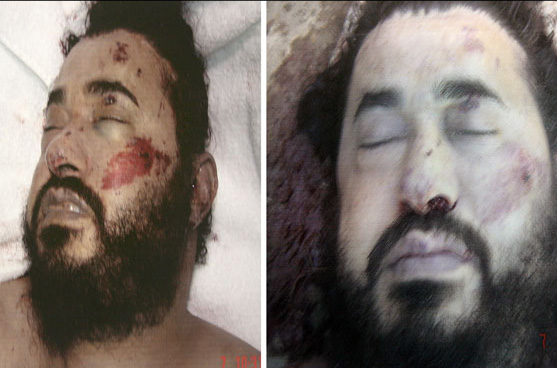
Der tote Abū Musʿab az-Zarqāwī, 2006

Am 7. Juni 2006 landeten US-Spezialkräfte durch Abseilen aus Hubschraubern außerhalb von Hibhib, etwa 80 Kilometer nördlich von Bagdad, im Irak. Bei der Annäherung an Zarqawis Versteck kam es zu einem Schusswechsel zwischen dem US-Militär und Zarqawis Anhängern. Um seine Flucht zu verhindern, forderten die anwesenden amerikanischen Soldaten einen gezielten Luftschlag auf sein Versteck an, der laut US-Angaben (Col. Steve Jones, Chefarzt der Multinational Force) um 18:12 Uhr durch zwei F-16 ausgeführt wurde. Entgegen den ersten Informationen überlebte Zarqawi den Luftangriff. US-Truppen waren um 18:40 Uhr vor Ort und trafen auf irakische Polizisten. Zarqawi verstarb um 19:04 Uhr, 52 Minuten nach der Bombardierung. US-Militärsprecher Bill Caldwell sagte, dass Zarqawi gestöhnt und vor sich hingemurmelt habe. Seine Worte seien aber nicht mehr zu verstehen gewesen. Irakische Polizisten, die als erste in das bombardierte Haus hineingelangt seien, hätten den Jordanier auf eine Krankentrage gelegt. Zarqawi habe versucht, sich von der Trage zu rollen. Entgegen dieser Darstellung berichteten N24 und die Washington Post von einem Augenzeugen, der gesehen haben soll, dass US-Soldaten einem Mann, der Zarqawi ähnlich gesehen habe, auf Brust und Bauch herumgetrampelt seien, bis er tot war. Es wurde eine Autopsie durchgeführt, die unter Berücksichtigung der islamischen Regeln von US-Militärs stattfand. Dieser zufolge war Zarqawi an den Verletzungen durch die Bombardierung gestorben. Eine anschließende Misshandlung konnte nach US-Angaben nicht festgestellt werden. Zusätzlich ergab eine DNA-Analyse, die durch Spezialisten des FBI durchgeführt wurde, dass es sich bei der Leiche tatsächlich um Zarqawi handelt.
Kurz nach seinem Tod gab der irakische Regierungschef Dschawad al-Maliki bekannt, dass zusätzlich fünf weitere Mitglieder der Terrorzelle ums Leben gekommen seien, unter ihnen Abd ar-Rahman. Nach US-Angaben war er sofort tot gewesen. General George W. Casey junior, Kommandeur der Koalitionstruppen im Irak, berichtete, dass Zarqawis Leiche geborgen und die Identität durch Koalitionstruppen einwandfrei festgestellt worden sei. Dazu waren Fingerabdrücke, Narben und Gesichtsabdrücke als Merkmale verwendet worden. Angeblich hätten Informationen aus dem engeren Führungszirkel Zarqawis zu dem Tipp geführt, dass ein Treffen in dem bombardierten Haus stattfand. Zusätzlich soll der jordanische Geheimdienst nach Angaben des Nachrichtensenders N24 wichtige Informationen geliefert haben. Diese sollen nach Informationen des jordanischen Geheimdienstes von einem ranghohen al-Qaida-Mitglied gekommen sein, welches in Jordanien festgenommen worden sein soll. Zusätzliche Informationen zur Ergreifung seien durch Auswertung des Videos von Zarqawis gekommen, teilte der irakische Außenminister Hoshyar Zebari mit. Es soll auch Hinweise aus der Bevölkerung gegeben haben. Ob die Belohnung von 25 Millionen US-Dollar ausgezahlt würde, blieb vorläufig offen.
Unmittelbar nach dem Bombardement wurden bei Razzien in 17 Häusern und bei 39 weiteren Aktionen nach Angaben des US-Militärs mindestens 25 Personen festgenommen. Dabei seien Waffen, irakische Armeeuniformen, Nachtsichtgeräte, Pässe und falsche Autonummernschilder beschlagnahmt worden. Einige Tage später nahmen irakische Sicherheitskräfte mehr als 40 mutmaßliche Extremisten fest. Einige von ihnen sollen sie aufgrund von Dokumenten aufgespürt haben, die in Zarqawis letztem Versteck gefunden worden waren.
Am 12. Juni 2006 wurde auf einer islamischen Webseite Abu Hamza al-Muhadschir als Nachfolger benannt. Mögliche Nachfolger Zarqawis könnten auch der offizielle Stellvertreter Abu Abd ar-Rahman al-Iraqi oder der Chef des von al-Qaida dominierten sogenannten Ratgebergremiums, Abdallah Raschid al-Baghdadi, sein.

## Reaktionen auf den Tod
Der irakische Ministerpräsident al-Maliki und der US-Botschafter in Bagdad Zalmay Khalilzad bezeichneten die Tötung als großen Erfolg im Kampf gegen den Terrorismus und für einen demokratischen Neuaufbau im Irak. Al-Qaida bestätigte den Tod und kündigte zugleich eine Fortsetzung ihres Kampfes an: „Wir sagen unserem Prinzen, Scheich Bin Laden, dass Deine Soldaten der al-Qaida im Irak so weiterkämpfen, wie Du es Abu Mussab al-Sarkawi vorgegeben hast“.
Auf einer Internetseite erschien am 11. Juni 2006 eine Erklärung im Namen der von Zarqawi gegründeten Terrorgruppe. Darin hieß es, der Heilige Krieg im Irak werde auch ohne den getöteten Anführer fortgesetzt. Die Gruppe habe beschlossen, „große Operationen vorzubereiten, die den Feind erschüttern werden“. Zu einem möglichen Nachfolger ihres Emirs Abu Mussab wurden keine Informationen bekannt. Die Echtheit des Dokuments konnte nicht überprüft werden.
Der kubanische Präsident Fidel Castro verurteilte unterdessen den amerikanischen Luftangriff auf Zarqawi als barbarisch und meinte, dass alle Verdächtigen ein Recht auf einen Prozess hätten. Eine Eliminierung sei nicht hinzunehmen. Bundeskanzlerin Angela Merkel bezeichnete den Tod Zarqawis als „gute Nachricht“. In einer im Juli 2006 veröffentlichten Tonbandaufnahme bezeichnete Osama bin Laden az-Zarkawi als einen „Löwen des Dschihad“.